# Tropidostethus angusticollis
Tropidostethus angusticollis är en insektsart som först beskrevs av Blanchard 1851.  Tropidostethus angusticollis ingår i släktet Tropidostethus och familjen Tristiridae. Inga underarter finns listade i Catalogue of Life.